# 第135師団 (日本軍)
第135師団（だいひゃくさんじゅうごしだん）は、大日本帝国陸軍の師団の一つ。

## 沿革
1945年（昭和20年）に入り、関東軍は南方へ兵力の過半数を引き抜かれていたが満洲居留邦人15万名、在郷軍人25万名を「根こそぎ動員」、さらに中国戦線から4個歩兵師団を戻してなんとか74万人の兵員を調達した。さらに以前関東軍特種演習により本土から輸送させた戦車200輌、航空機200機、火砲1000門も健在であった。
しかし兵員の半数以上は訓練不足、日ソ中立条約違反を想定していなかった関東軍首脳部の混乱、物質不足（砲弾は約1200発ほどで、航空部隊のほとんどが戦闘未経験者。また小銃が行き渡らない兵士だけでも10万名以上）のため事実上の戦力は30万名程度だったといわれている。
同年7月、「根こそぎ動員」の際に第135師団は、第2国境守備隊（綏芬河）及び第4国境守備隊（虎頭）の主力、第46兵站警備隊、独立混成第77旅団を基幹に編成され、第5軍に編入された。
同年8月9日のソ連対日参戦時に、第135師団は虎林から東安方面に所在していた。第5軍司令部は、第135師団と第126師団に掖河まで退却を命令した。両師団は第124師団がソ連軍との激しい戦闘を継続する中、牡丹江の防備を強化しソ連軍の攻撃を防ぎながら、牡丹江市街の在留邦人の脱出を助けた。
8月15日に第135師団と第126師団は第5軍司令部から命令を受け、8月17日には牡丹江北西の横道河子まで退却し、その地で停戦命令を受けた。
第135師団のほか、第134・第136・第137・第138・第139・第148・第149師団が同時に編成された。

## 師団概要

### 歴代師団長
- 人見与一 予備役中将：1945年（昭和20年）7月16日 - 終戦 [1]

### 参謀長
- 井上敬助 大佐：1945年（昭和20年）7月26日 - 終戦[2]

### 最終司令部構成
- 参謀長：井上敬助大佐

### 最終所属部隊
- 歩兵第368連隊（満洲）：飯塚文二大佐
- 歩兵第369連隊（満洲）：中山亮輔大佐
- 歩兵第370連隊（満洲）：多喜弘中佐
- 野砲兵第135連隊
- 工兵第135連隊
- 輜重兵第135連隊
- 第135師団挺進大隊
- 第135師団通信隊
- 第135師団兵器勤務隊
- 第135師団病馬廠